# بیمبو کولز
بیمبو کُولز (انگلیسی: Bimbo Coles؛ زاده ۲۲ آوریل ۱۹۶۸) بازیکن بسکتبال بازنشستهٔ اهل ایالات متحده آمریکا است.